# Zyprischer Fußballpokal 2005/06
Der Zyprische Fußballpokal 2005/06 war die 64. Austragung des zyprischen Pokalwettbewerbs. Er wurde vom zyprischen Fußballverband ausgetragen. Das Finale fand am 13. Mai 2006 im GSZ-Stadion von Larnaka statt.
Pokalsieger wurde APOEL Nikosia. Das Team setzte sich im Finale gegen AEK Larnaka durch. APOEL qualifizierte sich durch den Sieg für den UEFA-Pokal 2006/07.

## Modus
Die Begegnungen der ersten beiden Runden wurden in einem Spiel ausgetragen. Bei unentschiedenem Ausgang wurde das Spiel um zweimal 15 Minuten verlängert und gegebenenfalls durch ein Elfmeterschießen entschieden.
In der 3. Runde wurden alle Begegnungen in Hin- und Rückspiel ausgetragen. Bei Torgleichheit entschied zunächst die Anzahl der auswärts erzielten Tore, danach eine Verlängerung und schließlich das Elfmeterschießen.
In der anschließende Gruppenphase wurden die qualifizierten Mannschaften in vier Vierergruppen gelost. Die Teams spielten zweimal gegeneinander, einmal zuhause und einmal auswärts. Die Gruppensieger und -zweiten jeder Gruppe erreichten die nächste Runde. Das Viertel- und Halbfinale wurde, wie in der 2. Runde, in Hin- und Rückspiel ausgetragen.

## Teilnehmer
| First Division (14) | Second Division (14) | Third Division (14) | Fourth Division (12) |
| --- | --- | --- | --- |
| - AEK Larnaka - AEL Limassol - Anorthosis Famagusta - APEP Pitsilia - APOP Kinyras Peyias - APOEL Nikosia - Apollon Limassol - Digenis Akritas Morphou - Enosis Neon Paralimni - Enosis Neon THOI Lakatamia - Ethnikos Achnas - Nea Salamis Famagusta - Olympiakos Nikosia - Omonia Nikosia | - AE Paphos - Alki Larnaka - Anagennisi Deryneia - AO Agia Napa - Aris Limassol - Chalkanoras Idaliou - Doxa Katokopia - Elpida Xylofagou - Ethnikos Assia - Iraklis Gerolakkou - MEAP Nisou - Omonia Aradippou - Onisilos Sotira - SEK Agiou Athanasiou | - Achyronas Liopetriou - Adonis Idaliou - AEK Kythreas - AEM Mesogis - AEZ Zakakiou - Akritas Chlorakas - ASIL Lysi - Atromitos Yeroskipou - Digenis Oroklinis - ENAD Polis Chrysochous - Enosis Kokkinotrimithia - Ermis Aradippou - Frenaros FC 2000 - PAEEK Kyrenia | - Anagennisi Germasogeias - AO Episkopi - AOL Omonia Lakatamia - Elia Lythrodonta - Ellinismos Akakiou - Ethnikos Latsion - Kissos Kissonerga - Olympus Xylofagou - Orfeas Nikosia - Othellos Athienou - Sourouklis Troullon - Spartakos Kitiou |

## 1. Runde
In dieser Runde traten alle 14 Teams der Second Division, alle 14 Teams der Third Division und 12 Teams der Fourth Division an.
|                         | Ergebnis              |                      |
| ----------------------- | --------------------- | -------------------- |
| Spartakos Kitiou        | 1:1 n. V. (5:3 i. E.) | AO Episkopi          |
| Digenis Oroklinis       | 0:3                   | Omonia Aradippou     |
| Frenaros FC 2000        | 2:0                   | Onisilos Sotira      |
| Anagennisi Deryneia     | 1:3                   | Aris Limassol        |
| Ellinismos Akakiou      | 0:3                   | AEK Kythreas         |
| ENAD Polis Chrysochous  | 2:1                   | Akritas Chlorakas    |
| PAEEK Kyrenia           | 5:1                   | SEK Agiou Athanasiou |
| Olympus Xylofagou       | 1:4                   | ASIL Lysi            |
| AO Agia Napa            | 5:2                   | Iraklis Gerolakkou   |
| Atromitos Yeroskipou    | 3:0                   | Ethnikos Latsion     |
| Enosis Kokkinotrimithia | 0:0 n. V. (3:1 i. E.) | Alki Larnaka         |
| Ethnikos Assia          | 0:2                   | MEAP Nisou           |
| Achyronas Liopetriou    | 1:3 n. V.             | Chalkanoras Idaliou  |
| Othellos Athienou       | 1:2                   | Kissos Kissonerga    |
| Anagennisi Germasogeias | 2:1                   | Ermis Aradippou      |
| Elia Lythrodonta        | 1:2                   | AOL Omonia Lakatamia |
| Sourouklis Troullon     | 1:2                   | Orfeas Nikosia       |
| AE Paphos               | 2:1                   | Elpida Xylofagou     |
| AEM Mesogis             | 3:0                   | AEZ Zakakiou         |
| Doxa Katokopia          | 1:2 n. V.             | Adonis Idaliou       |

## 2. Runde
|                         | Ergebnis  |                         |
| ----------------------- | --------- | ----------------------- |
| Orfeas Nikosia          | 1:2       | Omonia Aradippou        |
| MEAP Nisou              | 2:3 n. V. | AO Agia Napa            |
| Aris Limassol           | 9:1       | AOL Omonia Lakatamia    |
| Frenaros FC 2000        | 4:3 n. V. | Anagennisi Germasogeias |
| Chalkanoras Idaliou     | 1:3       | AE Paphos               |
| AEK Kythreas            | 0:2       | PAEEK Kyrenia           |
| ENAD Polis Chrysochous  | 0:1       | AEM Mesogis             |
| Enosis Kokkinotrimithia | 1:0       | Adonis Idaliou          |
| ASIL Lysi               | 1:0       | Atromitos Yeroskipou    |
| Spartakos Kitiou        | 2:1       | Kissos Kissonerga       |

## 3. Runde
In dieser Runde stiegen die Vereine, die in der First Division 2004/05 die Plätze neun, zehn und elf belegten, sowie die drei Aufsteiger aus der Second Division.
|                            | Gesamt    |                     | Hinspiel | Rückspiel |
| -------------------------- | --------- | ------------------- | -------- | --------- |
| AEM Mesogis                | (a)4:4(a) | ASIL Lysi           | 3:3      | 1:1       |
| AE Paphos                  | 7:2       | Spartakos Kitiou    | 4:1      | 3:1       |
| Ethnikos Achnas            | 3:1       | APOP Kinyras Peyias | 1:1      | 2:0       |
| APEP Pitsilia              | 7:3       | PAEEK Kyrenia       | 6:2      | 1:1       |
| Enosis Kokkinotrimithia    | 00:12     | AEL Limassol        | 0:4      | 0:8       |
| AO Agia Napa               | 1:3       | AEK Larnaka         | 1:1      | 0:2       |
| Aris Limassol              | 11:10     | Omonia Aradippou    | 4:0      | 7:1       |
| Enosis Neon THOI Lakatamia | 6:1       | Frenaros FC 2000    | 5:0      | 1:1       |

## Gruppenphase
An der Gruppenphase nahmen die acht Sieger der 3. Runde und die acht besten Teams der First Division 2004/05. Davon wurden die Teams der Plätze eins bis vier (Anorthosis Famagusta, APOEL Nikosia, Omonia Nikosia, Apollon Limassol, Olympiakos Nikosia) jeweils als Gruppenkopf gesetzt. Die Mannschaften der Plätze fünf bis acht (Digenis Akritas Morphou, Nea Salamis Famagusta, Apollon Limassol, Enosis Neon Paralimni, AEL Limassol) wurden in die vier Gruppen verteilt. Die Sieger der 3. Runde wurden ohne Einschränkungen zugelost.
Die Mannschaften jeder Gruppe spielten zweimal gegeneinander, einmal zu Hause und einmal auswärts. Die Gruppensieger und -zweiten jeder Gruppe kamen in die nächste Runde.

### Gruppe A
| Pl. | Verein                     | Sp. | S | U | N | Tore    | Diff. | Punkte |
| --- | -------------------------- | --- | - | - | - | ------- | ----- | ------ |
| 1.  | Anorthosis Famagusta       | 6   | 4 | 2 | 0 | 011:200 | +9    | 14     |
| 2.  | AE Paphos                  | 6   | 3 | 2 | 1 | 007:300 | +4    | 11     |
| 3.  | Digenis Akritas Morphou    | 6   | 1 | 3 | 2 | 004:600 | −2    | 06     |
| 4.  | Enosis Neon THOI Lakatamia | 6   | 0 | 1 | 5 | 003:140 | −11   | 01     |

|                            | Anorthosis Famagusta | AE Paphos | Digenis Akritas Morphou | Enosis Neon THOI Lakatamia |
| -------------------------- | -------------------- | --------- | ----------------------- | -------------------------- |
| Anorthosis Famagusta       |                      | 1:0       | 3:1                     | 5:0                        |
| AE Paphos                  | 0:0                  |           | 0:0                     | 4:2                        |
| Digenis Akritas Morphou    | 1:1                  | 0:1       |                         | 2:1                        |
| Enosis Neon THOI Lakatamia | 0:1                  | 0:2       | 0:0                     |                            |

### Gruppe B
| Pl. | Verein           | Sp. | S | U | N | Tore    | Diff. | Punkte |
| --- | ---------------- | --- | - | - | - | ------- | ----- | ------ |
| 1.  | APOEL Nikosia    | 6   | 4 | 0 | 2 | 018:140 | +4    | 12     |
| 2.  | Apollon Limassol | 6   | 3 | 1 | 2 | 009:800 | +1    | 10     |
| 3.  | APEP Pitsilia    | 6   | 3 | 1 | 2 | 013:800 | +5    | 10     |
| 4.  | ASIL Lysi        | 6   | 0 | 2 | 4 | 006:160 | −10   | 02     |

|                  | APOEL Nikosia | Apollon Limassol | APEP Pitsilia | ASIL Lysi |
| ---------------- | ------------- | ---------------- | ------------- | --------- |
| APOEL Nikosia    |               | 3:1              | 3:1           | 3:2       |
| Apollon Limassol | 3:2           |                  | 5:2           | 5:0       |
| APEP Pitsilia    | 1:4           | 1:1              |               | 2:2       |
| ASIL Lysi        | 2:3           | 2:6              | 1:3           |           |

### Gruppe C
| Pl. | Verein                | Sp. | S | U | N | Tore    | Diff. | Punkte |
| --- | --------------------- | --- | - | - | - | ------- | ----- | ------ |
| 1.  | Olympiakos Nikosia    | 6   | 4 | 1 | 1 | 009:500 | +4    | 13     |
| 2.  | Nea Salamis Famagusta | 6   | 4 | 1 | 1 | 015:900 | +6    | 13     |
| 3.  | AEL Limassol          | 6   | 1 | 2 | 3 | 011:140 | −3    | 05     |
| 4.  | Ethnikos Achnas       | 6   | 1 | 0 | 5 | 006:130 | −7    | 03     |

|                       | Olympiakos Nikosia | Nea Salamis Famagusta | AEL Limassol | Ethnikos Achnas |
| --------------------- | ------------------ | --------------------- | ------------ | --------------- |
| Olympiakos Nikosia    |                    | 4:1                   | 2:1          | 1:0             |
| Nea Salamis Famagusta | 2:0                |                       | 4:2          | 3:0             |
| AEL Limassol          | 1:1                | 2:2                   |              | 1:4             |
| Ethnikos Achnas       | 0:1                | 1:3                   | 1:4          |                 |

### Gruppe D
| Pl. | Verein                | Sp. | S | U | N | Tore    | Diff. | Punkte |
| --- | --------------------- | --- | - | - | - | ------- | ----- | ------ |
| 1.  | Omonia Nikosia        | 6   | 5 | 1 | 0 | 018:400 | +14   | 16     |
| 2.  | AEK Larnaka           | 6   | 3 | 1 | 2 | 014:500 | +9    | 10     |
| 3.  | Enosis Neon Paralimni | 6   | 3 | 0 | 3 | 014:900 | +5    | 09     |
| 4.  | Aris Limassol         | 6   | 0 | 0 | 6 | 005:330 | −28   | 0      |

|                       | Omonia Nikosia | AEK Larnaka | Enosis Neon Paralimni | Aris Limassol |
| --------------------- | -------------- | ----------- | --------------------- | ------------- |
| Omonia Nikosia        |                | 1:0         | 2:1                   | 7:0           |
| AEK Larnaka           | 1:2            |             | 4:3                   | 2:1           |
| Enosis Neon Paralimni | 1:0            | 0:1         |                       | 3:2           |
| Aris Limassol         | 0:2            | 1:0         | 0:2                   |               |

## Viertelfinale
Am Viertelfinale nahmen alle Mannschaften teil, die sich aus der Gruppenphase qualifiziert hatten. Die Gruppensieger wurden gegen die Zweitplatzierten gelost, wobei die Gruppensieger das Rückspiel ausrichteten. Teams aus der gleichen Gruppe wurden nicht gegeneinander gelost.
|                       | Gesamt    |                      | Hinspiel | Rückspiel |
| --------------------- | --------- | -------------------- | -------- | --------- |
| Nea Salamis Famagusta | 2:5       | APOEL Nikosia        | 2:1      | 0:4       |
| Apollon Limassol      | 0:2       | Omonia Nikosia       | 0:2      | 0:0       |
| AEK Larnaka           | (a)3:3(a) | Anorthosis Famagusta | 2:0      | 1:3       |
| AE Paphos             | 3:2       | Olympiakos Nikosia   | 2:0      | 1:2       |

## Halbfinale
|                | Gesamt    |               | Hinspiel | Rückspiel |
| -------------- | --------- | ------------- | -------- | --------- |
| Omonia Nikosia | 4:6       | APOEL Nikosia | 3:3      | 1:3       |
| AE Paphos      | (a)1:1(a) | AEK Larnaka   | 1:1      | 0:0       |

## Finale
| Paarung        | AEK Larnaka – APOEL Nikosia |
| Ergebnis       | 2:3 n. V. (2:2, 2:2) |
| Datum          | 13. Mai 2006 |
| Stadion        | GSZ-Stadion, Limassol |
| Zuschauer      | 10.500 |
| Schiedsrichter | Stelios Tryfonos |
| Tore           | 0:1 Marios Neophytou (15., Foulelfmeter) 0:2 Alexandros Kaklamanos (17.) 1:2 Jatto Ceesay (19.) 2:2 Narcis Răducan (42. Foulelfmeter) 2:3 Saša Jovanović (107.) |
| AEK Larnaka    | Angelos Georgiou – Constantinos Mina, Zé Nando, Paraskevas Christou – Azubuike Oliseh, Charalampos Siligardakis, Kyriakos Pavlou (76. Christos Panayiotou), Narcis Răducan (87. Pedro Moita) – Jatto Ceesay, Ismail Ba (105. Savvas Christou), George Datoru Cheftrainer: Marios Constantinou                   |
| APOEL Nikosia  | Michalis Morfis – Jarosław Popiela (91. Aleksandar Todorovski), Marios Elia, Demetris Daskalakis – Marinos Satsias, Chrysis Michael, Ricardo Fernandes, Constantinos Makrides, Nektarios Alexandrou (76. Saša Jovanović), Marios Neophytou (59. Esteban Solari), Alexandros Kaklamanos Cheftrainer: Jerzy Engel |
| Gelbe Karten   | Azubuike Oliseh, Charalampos Siligardakis, Zé Nando, Christos Panayiotou, Ismail Ba – Marios Elia, Nektarios Alexandrou, Marios Neophytou |